# 坎康佩

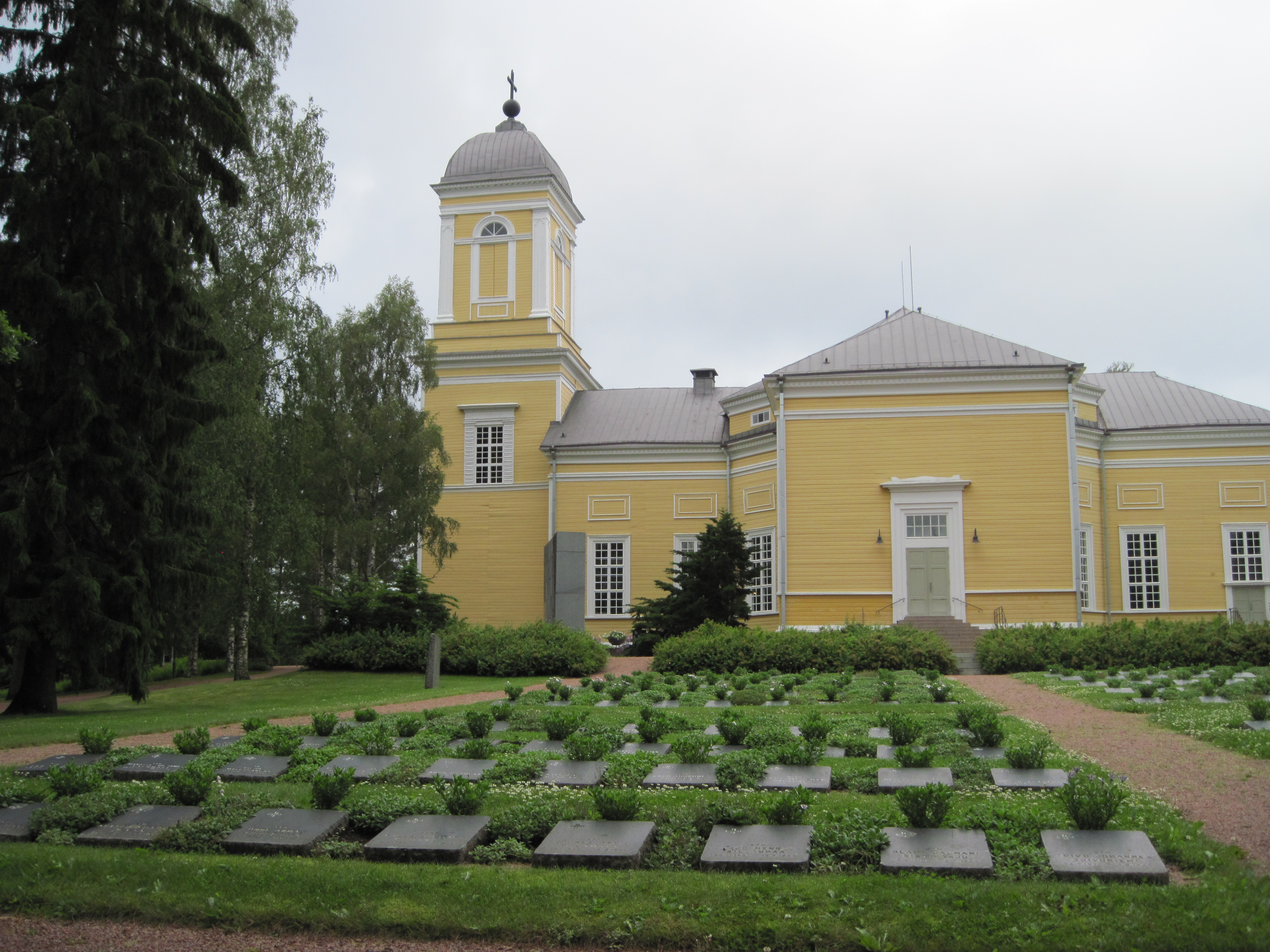
坎康佩教堂

坎康佩（芬蘭語：Kankaanpää）是芬蘭的市鎮，位於該國西南部，在薩塔昆塔區内，面積704.94平方公里，該地區自石器時代有人類居住，2012年人口12,061，其中約99%居民的母語是芬蘭語。
2021年1月1日，洪卡約基市镇并入坎康佩市。

## 外部連結
- 坎康佩市官方网站 （文） （英文）